# SV Hemer 08
Der SV Hemer 08 (offiziell: Sportverein Hemer 08 e. V.) war ein Sportverein aus Hemer im Märkischen Kreis. Die erste Fußballmannschaft spielte ein Jahr in der höchsten westfälischen Amateurliga.

## Geschichte
Der Verein wurde am 23. August 1908 als Preußen 08 Hemer gegründet und benannte sich nach dem Ende des Ersten Weltkrieges in Rasensportverein Hemer 08 um. Im Jahre 1923 fusionierte der Rasensportverein mit dem im Jahre 1910 gegründeten Spielverein Niederhemer zum SV Hemer 08. Die Vereinsfarben waren zunächst grün-rot und wurden im Jahre 1923 in rot-weiß geändert.
Im Jahre 1929 gelang der Mannschaft der Aufstieg in die seinerzeit erstklassige Bezirksliga Südwestfalen, musste als Vorletzter gleich wieder absteigen. Zwar gelang der direkte Wiederaufstieg, der ebenfalls im Abstieg endete. Im Jahre 1935 wurde die Mannschaft Südwestfalenmeister, scheiterte aber in der Aufstiegsrunde zur erstklassigen Gauliga Westfalen am TuS Bochum 08 und dem Erler SV 08. Während des Zweiten Weltkrieges ging der SV Hemer 08 eine Kriegsspielgemeinschaft mit dem SC Westig 08 ein.
Nach Kriegsende spielte die Mannschaft in der Bezirksklasse Sauerland und wurde 1947 Meister. In der Aufstiegsrunde scheiterte der SV 08 jedoch an SuS Menden 09. Vier Jahre später verpasste die Mannschaft die Meisterschaft nach einer 0:1-Niederlage im Entscheidungsspiel gegen den TuS Eiringhausen. In der folgenden Saison 1951/52 wurde Hemer zwar Meister, scheiterte aber in der Qualifikation zur Aufstiegsrunde am VfL Gevelsberg und dem SuS Hüsten 09. Schließlich wurden die Hemeraner im Jahre 1953 Meister und stiegen in die Landesliga auf, die seinerzeit die höchste Amateurliga Westfalens war. Als Vorletzter stieg die Mannschaft prompt wieder ab. Tiefpunkt war eine 2:8-Niederlage bei den Sportfreunden Lüdenscheid. Der direkte Wiederaufstieg misslang, nachdem der SV 08 das Entscheidungsspiel um die Meisterschaft gegen die SpVg Olpe mit 1:3 verlor. Im Jahre 1961 ging es gar in die Kreisklasse zurück.

## Nachfolgeverein SG Hemer
Im Mai 1976 fusionierte der SV Hemer 08 mit der im Jahre 1932 gegründeten Spielvereinigung Hemer zur SG Hemer. Dieser spielte von 1978 bis 1980 in der Landesliga und pendelte fortan zwischen Bezirksliga und Kreisliga A. 2009 gelang der Wiederaufstieg in die Landesliga, die drei Jahre lang gehalten werden konnte. Seit dem Abstieg im Jahre 2018 spielt die SG Hemer in der Iserlohner Kreisliga A.